# Dana Comnea
Dana Comnea (n. 2 octombrie 1933, București – d. 6 noiembrie 2013, București) a fost o actriță română de teatru și film.

## Biografie
A absolvit Institutul de Artă Teatrală și Cinematografică în 1955. A fost repartizată după absolvire la Teatrul de Stat din Galați, transferându-se după doi ani la Teatrul Muncitoresc C.F.R. Giulești.

## Filmografie
- Alarmă în munți (1955) - Codița
- Râpa dracului (1957) - Anica
- Viața nu iartă (1959)
- Cinci oameni la drum (1962)
- Anotimpuri (1964)
- Merii sălbatici (1964)
- Răscoala (1966) - voce Nadina
- Steaua fără nume (1966) - voce Mona
- De trei ori București (1968) - femeia
- Der Seewolf / Lupul mărilor (1971) - Doamna Raffy
- Puterea și adevărul (1972)
- Lupul mărilor (1972) - Doamna Raffy
- Răzbunarea (1972) - Doamna Raffy
- Parașutiștii (1973)
- Muntele ascuns (1975)
- Cercul magic (1975)
- Concert din muzică de Bach (film TV, 1975)
- Băieți buni (2005)
- State de România (2009)